# Sigrid di Svezia
Sigrid Vasa (Svartsjö, 16 ottobre 1566 – Liuksiala, 24 aprile 1633) è stata una principessa svedese.

## Biografia
Era figlia di Eric XIV di Svezia e di Karin Månsdotter.
Quando nacque i suoi genitori non erano ancora sposati. La coppia si sposò morganaticamente nel 1567 e in modo ufficiale nel 1568, quando la sposa venne incoronata regina.
Con l'incoronazione di sua madre sia Sigrid che suo fratello maggiore Gustavo vennero legittimati e acquisirono lo status di principi reali.
I suoi genitori avrebbero avuto altri due figli morti però in tenera età:
- Enrico (1570-1574);
- Arnaldo (1572-1573).

Nel 1568 suo padre venne deposto e tutta la famiglia, compresa la principessina di soli due anni. Nel 1573 venne trasferita con la madre nel castello di Turku in Finlandia.
Nel 1577 suo padre morì; lei e i famigliari vennero rimessi in libertà perdendo i loro titoli.
Mantenne con la famiglia del padre buoni rapporti: fu dama di compagnia della cugina Anna di Svezia nel 1582 e andò con lei in Polonia per essere presente all'incoronazione di Sigismondo III di Svezia nel 1587.
Mantenne buoni rapporti anche con la madre, che spesso andò a visitare in Finlandia.
Sigrid venne maritata due volte. La prima volta sposò nel 1597 il nobile Henrik Cleasson Tott (1569-1604) da cui ebbe tre figli:
- Åke Henriksson Tott (1598–1640)
- Anna Henriksdotter Tott, morta bambina
- Erik Henriksson Tott (?-1621)

Dopo esser rimasta vedova nel 1604 sposò a Stoccolma il 10 settembre 1609 Nils Nilsson Natt, Maître, conte e giudice del consiglio nazionale.

## Ascendenza
|                                |   |                                           | Genitori                                          |  |  | Nonni |  |  | Bisnonni            |  |  | Trisnonni                |  |
|                                |   |                                           |                                                   |  |  |       |  |  | Erik Johansson Vasa |  |  | Johan Kristiernsson Vasa |  |
|                                |   |                                           |                                                   |  |  |       |  |  | Erik Johansson Vasa |  |  | Johan Kristiernsson Vasa |  |
|                                |   | Birgitta Gustavsdotter Sture              |                                                   |  |  |       |  |  | Erik Johansson Vasa |  |  |                          |  |
| Gustavo I, re di Svezia        |   |                                           |                                                   |  |  |       |  |  | Erik Johansson Vasa |  |  |                          |  |
|                                |   | Cecilia Månsdotter Eka                    | Måns Karlsson Eka                                 |  |  |       |  |  |                     |  |  |                          |  |
|                                |   | Cecilia Månsdotter Eka                    | Måns Karlsson Eka                                 |  |  |       |  |  |                     |  |  |                          |  |
|                                |   | Cecilia Månsdotter Eka                    | Sigrid Eskilsdotter Banér                         |  |  |       |  |  |                     |  |  |                          |  |
| Erik XIV, re di Svezia         |   | Cecilia Månsdotter Eka                    |                                                   |  |  |       |  |  |                     |  |  |                          |  |
|                                |   | Magnus I, VIII duca di Sassonia-Lauenburg | Giovanni V, VII duca di Sassonia-Lauenburg        |  |  |       |  |  |                     |  |  |                          |  |
|                                |   | Magnus I, VIII duca di Sassonia-Lauenburg | Giovanni V, VII duca di Sassonia-Lauenburg        |  |  |       |  |  |                     |  |  |                          |  |
|                                |   | Magnus I, VIII duca di Sassonia-Lauenburg | Dorotea di Brandeburgo                            |  |  |       |  |  |                     |  |  |                          |  |
| Caterina di Sassonia-Lauenburg |   | Magnus I, VIII duca di Sassonia-Lauenburg |                                                   |  |  |       |  |  |                     |  |  |                          |  |
|                                |   | Caterina di Brunswick-Wolfenbüttel        | Enrico IV, XII principe di Brunswick-Wolfenbüttel |  |  |       |  |  |                     |  |  |                          |  |
|                                |   | Caterina di Brunswick-Wolfenbüttel        | Enrico IV, XII principe di Brunswick-Wolfenbüttel |  |  |       |  |  |                     |  |  |                          |  |
|                                |   | Caterina di Brunswick-Wolfenbüttel        | Caterina di Pomerania-Wolgast                     |  |  |       |  |  |                     |  |  |                          |  |
| Sigrid di Svezia               |   | Caterina di Brunswick-Wolfenbüttel        |                                                   |  |  |       |  |  |                     |  |  |                          |  |
|                                | … | …                                         |                                                   |  |  |       |  |  |                     |  |  |                          |  |
|                                | … | …                                         |                                                   |  |  |       |  |  |                     |  |  |                          |  |
|                                | … | …                                         |                                                   |  |  |       |  |  |                     |  |  |                          |  |
| Måns                           | … |                                           |                                                   |  |  |       |  |  |                     |  |  |                          |  |
|                                |   | …                                         | …                                                 |  |  |       |  |  |                     |  |  |                          |  |
|                                |   | …                                         | …                                                 |  |  |       |  |  |                     |  |  |                          |  |
|                                |   | …                                         | …                                                 |  |  |       |  |  |                     |  |  |                          |  |
| Karin Månsdotter               |   | …                                         |                                                   |  |  |       |  |  |                     |  |  |                          |  |
|                                |   | …                                         | …                                                 |  |  |       |  |  |                     |  |  |                          |  |
|                                |   | …                                         | …                                                 |  |  |       |  |  |                     |  |  |                          |  |
|                                |   | …                                         | …                                                 |  |  |       |  |  |                     |  |  |                          |  |
| Ingrid                         |   | …                                         |                                                   |  |  |       |  |  |                     |  |  |                          |  |
|                                |   | …                                         | …                                                 |  |  |       |  |  |                     |  |  |                          |  |
|                                |   | …                                         | …                                                 |  |  |       |  |  |                     |  |  |                          |  |
|                                |   | …                                         | …                                                 |  |  |       |  |  |                     |  |  |                          |  |
|                                |   | …                                         |                                                   |  |  |       |  |  |                     |  |  |                          |  |